# August Neven DuMont (Verleger, 1887)
August Philipp Christian Neven DuMont (* 5. März 1887 in Köln; † 11. Oktober 1965 ebenda) war ein deutscher Verleger und Unternehmer.

## Biographie
Der Sohn des Geheimrats Josef Neven DuMont machte Abitur am Gymnasium Kreuzgasse in Köln und bestand nach dem Besuch der Universitäten Grenoble, Oxford, München und Bonn im Jahre 1910 sein Referendarsexamen. Ab 1915 war DuMont Mitinhaber der Firma M. DuMont Schauberg in Köln. Im Ersten Weltkrieg wurde er u. a. ausgezeichnet mit dem Eisernen Kreuz I. und II. Klasse. Nach dem Krieg erhielt er das vom Waffenring der Deutschen Kavallerie gestiftete Mackensen-Ehrenkreuz I. Klasse.
Nach dem Ersten Weltkrieg betätigte DuMont sich in verschiedenen Berufsorganen (Deutscher Buchdrucker- sowie Zeitungsverlegerverein). Er war unter anderem Vorsitzender der Versorgungs-, Invaliden-, Witwenkasse und Nothilfe der Verlagsfamilien und Vorstandsmitglied des Zentral-Dombau-Vereins und des Rautenstrauch-Joest Museums.
1953 wurde er mit dem Bundesverdienstkreuz (Steckkreuz) ausgezeichnet.
Neven DuMont war mit Paula, geborene Kaufmann, verheiratet und hatte mit ihr drei Söhne und eine Tochter. Die Familiengrabstätte befindet sich auf dem Kölner Südfriedhof.